# Tiirokari
Tiirokari är en ö i Finland. Den ligger i Skärgårdshavet och i kommunen Virmo i den ekonomiska regionen  Åbo ekonomiska region i landskapet Egentliga Finland, i den sydvästra delen av landet. Ön ligger omkring 29 kilometer nordväst om Åbo och omkring 180 kilometer väster om Helsingfors.
Öns area är 0,3 hektar och dess största längd är 90 meter i sydöst-nordvästlig riktning.